# Fábio Braga
Fábio Farroco Braga (n. 6 septembrie 1992, Lisabona) este un fotbalist portughez, care evoluează pe postul de mijlocaș defensiv la clubul brazilian Fluminense.

## Carieră
Născut în Lisabona, Braga s-a mutat în Brazilia în anul 1995, la vârsta de doi ani. În 2009 se alătură echipei de juniori a clubului Fluminense, după o perioadă scurtă la juniorii lui Internacional, și a fost promovat la prima echipă a clubului în cursul sezonului 2011-2012.
Braga a debutat ca senior pe data de 21 ianuarie 2012, înlocuindu-l în partea finală a meciului pe Alejandro Martinuccio, într-un meci în care echipa sa a câștigat cu 3-0 în fața celor de la Friburguense, Fluminense câștigând, astfel, Campeonato Carioca. A marcat primul său gol pe 28 aprilie, marcând primul gol din victoria cu 2-0 contra celor de la Volta Redonda.
Braga și-a făcut debutul în Série A pe 20 mai, începând meciul care avea să se termine 1-0, contra celor de la Corinthians, și a terminat sezonul cu opt meciuri jucate, în timp ce echipa sa a devenit campioană. În august 2013 s-a vorbit de o mutare la Modena, dar înțelegerea a eșuat mai apoi.
Pe data de 27 august 2014, după ce a fost folosit arareori, Braga a fost împrumutat la América-RN până în decembrie. A apărut în doar patru meciuri pentru América-RN, care avea să retrogradeze în acel sezon.
În data de 28 ianuarie 2015, Braga s-a transferat la CSMS Iași, fiind împrumutat de către Flu. A marcat prima oară în data de 9 mai, marcând ultimul gol din victoria cu 2-0 în deplasare la Ploiești.

## Viața personală
Tatăl lui Braga, Abel, a fost de asemenea fotbalist. Acesta a reprezentat Fluminense ca fundaș central.

## Palmares
- Campeonato Carioca (2012)
- Série A (2012)